# Alfred Escher

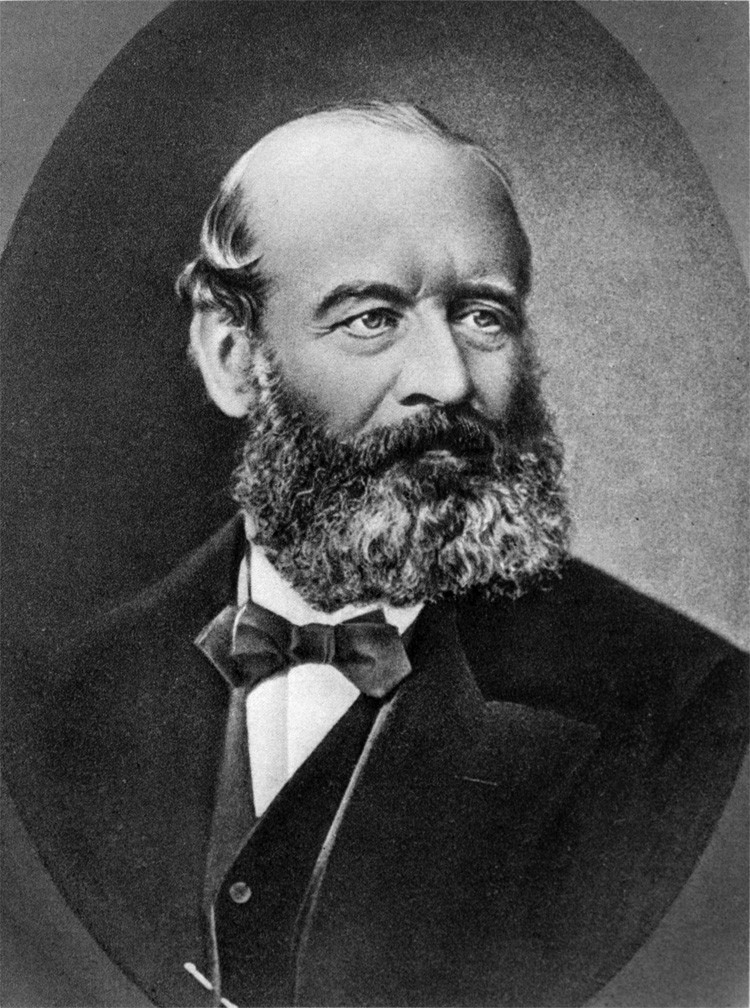
Alfred Escher.

Johann Heinrich Alfred Escher, född 19 februari 1819, död 6 december 1882, var en schweizisk politiker, son till köpmannen Heinrich Escher.
Escher blev 1849 medlem av nationalrådet och beklädde tre gånger presidentposten. Till sin politiska uppfattning var han liberal. Escher var i synnerhet verksam för skolväsendets främjande. Han hade bland annat en stor andel i utvisandet av jesuiterna från Schweiz 1845. Escher var vidare den främste initiativtagaren till stora järnvägsanläggningar i Schweiz, bland annat Sankt Gotthardsbanan, 1871-1878 var han direktör för det bolag, som anlade banan.